# Nonono

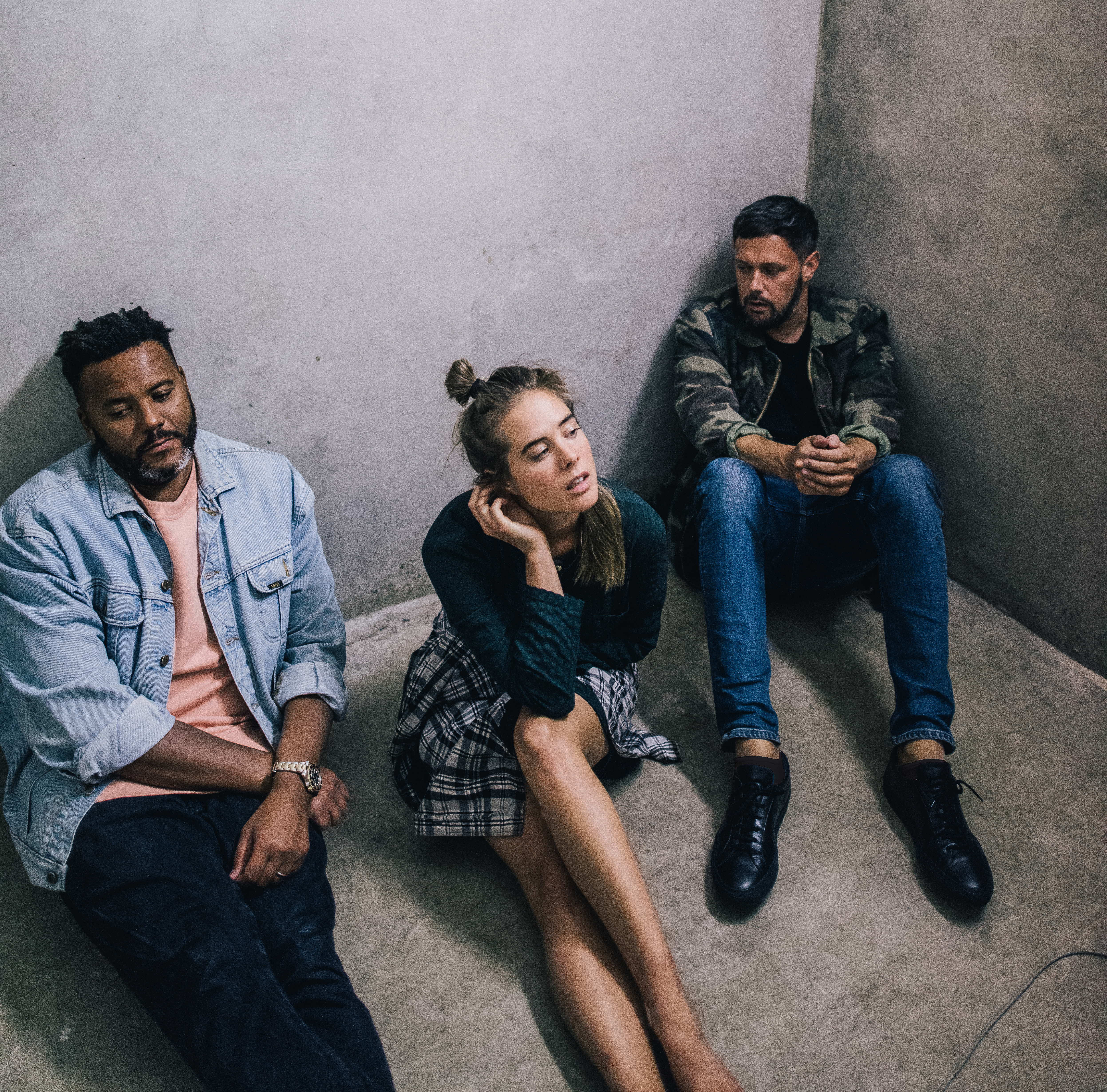
NONONO 2017

Nonono eller NONONO är ett svenskt band som består av Stina Wäppling, Tobias Jimson och Michel Flygare. Bandet bildades 2012 i Stockholm och släppte albumet We are only what we feel våren 2014 och har turnerat i USA och Europa.Bandets singel "Pumpin Blood" har sålt i över två miljoner exemplar och har certifierats för Guld i USA samt Platina i Sverige. 
2014 nominerades de till Musikförläggarnas pris i kategorierna "Årets internationella framgång" och "Årets genombrott".

## Diskografi
- 2014 We are only what we feel[6]
- 2018 Undertones
- 2024 Just Playing Dead Serious